# Binoy Ghosh
Binoy Ghosh, né le 14 juin 1917 à Calcutta où il est mort le 24 juillet 1980, est un sociologue, écrivain et critique littéraire indien. 
Il a remporté en 1959 le Rabindra Puraskar (en) pour son ouvrage Paschim Banger Sanskriti.

## Biographie
Fils de Biseswar Ghosh, originaire du district de Jessore (de nos jours au Bangladesh, il est diplômé de l'Asutosh College (en) de Kolkata et termine ses études supérieures en histoire et anthropologie de l'Inde ancienne à l'Université de Calcutta. Il travaille ensuite comme journaliste pour Forward, Jugantar, Dainik Basumati et Arani,.

## Publications
Outre des travaux de recherches, on lui doit aussi des nouvelles et un roman. 
Dans ses écrits en bengali, Binoy Ghosh a couvert à la fois des sujets politiques, sociaux et culturels. Ses écrits ont été influencés par la pensée marxiste. D'une part, il a écrit des livres tels que Shilpa Sanskrti O Samaj (Industrie, Culture et Société, 1940), Banglar Nabajagrti (Renaissance du Bengale, 1948), Vidyasagar O Bangali Samaj (1957, en 4 volumes), Bidrohi Derozio (Rebel Derozio, 1961), Sutanuti Samachar (Nouvelles de Sutanuti, 1962), Banglar Samajik Itihaser Dhara (Tendances de l'histoire sociale du Bengale, 1968), Banglar Bidvat Samaj (Société savante du Bengale, 1973), Kolkata Shaharer Itibritta (Histoire de la ville de Kolkata, 1975), Banglar Lokasanskrti O Samajtattva (Culture populaire et sociologie du Bengale, 1979) et Town Kolkatar Kadcha (Chronique de la ville de Kolkata, 1961). D'autre part, ses écrits incluent Antarjatik Rajniti (Politique internationale), Soviet Sabhyata (Civilisation soviétique 2 vols), Fascism O Janayuddha (Fascisme et guerre populaire), Soviet Samaj O Sanskrti (Société et culture soviétiques) et Madhyabitta Bidroha (Le moyen de la rébellion de classe). En 1957, il publie Paschim Banger Sanskriti (Culture du Bengale occidental), basé sur de vastes tournées et des enquêtes de terrain dans tout le Bengale occidental et remporte en 1959 le Rabindra Puraskar en 1959,.